# 보령 성주사지 동 삼층석탑
보령 성주사지 동 삼층석탑(保寧 聖住寺址 東 三層石塔)은 대한민국 충청남도 보령시 성주면, 성주사터에 남아 있는 4기의 석탑 중 하나인 신라의 삼층석탑이다. 1979년 7월 3일 충청남도의 유형문화재 제26호 성주사지동삼층석탑으로 지정되었다가, 2019년 3월 28일 대한민국의 보물 제2021호로 승격되었다.

## 개요
성주사지 금당지 뒤 3기의 석탑 중 동쪽에 있는 탑이다.
2중 기단(二重基壇) 위에 만들어진 3층 석탑으로 면석(面石)과 몸돌에는 우주(隅柱)와 탱주(撑柱)가, 옥개석에는 4단의 층급 받침이 목각되어 있는 등 통일신라 말기(9C)의 전형적 3층 석탑 양식을 충실히 반영하고 있다.
1층 탑신석에는 문액(門額)을 새기고 그 안에 자물쇠와 고리를 양각하였으며, 승탑(부도)로 추정되어 오다가 성주사 사적기에 의해서 사리탑으로 알려지고 있다.

## 보물 승격 사유
성주사는 847년 낭혜화상이 개창하여 17세기까지 사찰의 명맥이 이어져오다가 폐사되었고 성주사 터에 있는 보령 성주사지 낭혜화상탑비(국보 제8호), 보령 성주사지 오층석탑(보물 제19호) 및 중앙, 서 삼층석탑(보물 20호, 47호)등 4점이 국가지정문화재로 지정․관리되고 있다.
옛 성주사 금당을 중심으로 전면에 오층석탑 1기는 전형적인 가람배치 양식에 따라 배치되었으나 후면에 배치된 삼층석탑 3기는 독특한 가람배치로 국내에는 그 예가 없어 오층석탑이 조성된 후에 다른 곳에서 옮겨와 배치하였을 가능성을 배제할 수 없다.
후면의 삼층석탑 3기 중 서쪽과 중앙의 2기는 1963년 보물로 지정하였으나 동쪽의 삼층석탑 1기는 충청남도 지정문화재로 관리하여 오던 것을 이번에 국가지정문화재(보물)로 지정하는 사항이다.
동 삼층석탑은 조성 양식으로 보아 다른 석탑 3기와 같이 통일신라말기에 동일한 장인에 의해 조성된 석탑으로 추정되며 기 지정된 탑들 못지않게 균형 잡힌 비례와 체감, 우수한 조형성을 갖추고 있다는 점에서 지정가치가 있다.
동 삼층석탑은 2층 기단 위에 3개의 층으로 조성한 탑으로 총 높이는 4.1m이다. 기단 각 면에는 기둥의 형태가 조각되어 있으며, 전형적인 통일신라 후기 석탑의 특징으로는 상층 기단 상부에 괴임대 형식의 별석받침(별도의 돌로 만든 받침석)을, 1층 탑신 전․후면에 문고리와 자물쇠가 표현된 문비(문짝 모양)가 조각되어 있는 점이다.

## 같이 보기
- 보령 성주사지 - 사적 제307호

## 참고 자료
- 보령 성주사지 동 삼층석탑 - 국가유산청 국가유산포털